# Francisco Díaz Santos Bullón
Francisco Díaz Santos Bullón o Francisco Díaz Santos de Bullón (Guardo, Palència 4 de desembre de 1687 - Burgos, 17 de febrer de 1764) fou un eclesiàstic espanyol, bisbe de Barcelona entre els anys 1748 i 1750.
Després d'estudiar a la Universitat de Salamanca, entre els anys 1736 i 1748 exercí com a catedràtic de cànons i diverses matèries a la seva universitat. D'esprés d'ocupar diversos càrrecs capitulars, l'1 d'abril del 1748 fou nomenat bisbe de Barcelona, càrrec que ocupà fins al 4 de febrer de 1750. Poc després, ocupà la presidència del Consell Suprem de Castella. Cal destacar que després del seu govern a la diòcesi de Barcelona, on va celebrar un sínode a la ciutat de Barcelona, va ser traslladat a l'església de Sigüenza, i el 25 de maig de 1750 fou nomenat bisbe de Sigüenza, i exercí com a tal fins a l'any 1961. Posteriorment, el 17 d'agost de 1761 fou nomenat arquebisbe de Burgos.